# Troodos
Troodos je najveći planinski lanac na Cipru, smješten u središnjem dijelu otoka, a najviši vrh lanca je planina Olimp visine 1952 m.
Na planinskom lancu smještene su mnogi bizantski samostani i crkve, od kojih su devet crkvi i jedan samostan 1985. g. proglašeni dijelom Svjetske baštine pod zaštitom UNESCO-a - Oslikane crkve u području Tróodosa. 
Područje je poznato iz davnih vremena zbog rudnika bakra, a u vrijeme Bizanta, kada su crkve i samostani građeni u planinama dalje od raznim opasnostima ugrožene obale, postalo je veliki centar bizantske umjetnosti. 
Na cestama u području planinskog lanca održava se svake godine reli natjecanje Reli Cipar koja je dio kalendara Svjetskog prvenstva u reliju.